# تورنر ستيفنسون
تورنر ستيفنسون (بالفرنسية: Turner Stevenson)‏ (و. 1972  م) هو لاعب هوكي الجليد كندي، ولد في برينس جورج، كولومبيا البريطانية، مركز لعبه هو جناح ‏.

## جوائز
حصل على جوائز منها:
- كأس ستانلي.

## روابط خارجية
- تورنر ستيفنسون على موقع دوري الهوكي الوطني (الإنجليزية)
- تورنر ستيفنسون على موقع EliteProspects.com (الإنجليزية)
- تورنر ستيفنسون على موقع HockeyDB.com (الإنجليزية)
- تورنر ستيفنسون على موقع Hockey-Reference.com (الإنجليزية)